# Александра Лисовска
Хюррем Султан (на турски: Hürrem Sultan; на османски турски: خُرَّم سلطان или Hurrem Sultan) е съпруга и хасеки на султан Сюлейман Великолепни, и майка на принц Мехмед, Михримах султан, султан Селим II, принц Баязид и принц Джихангир. Тя е една от най-силните жени в историята на Османската империя и най-важната фигура по време на периода, известен като „Султанат на жените“. Постига голяма сила и влияние в политиката на Османската империя и изиграва активна роля в държавните дела на империята.

## Имена
Александра Лисовска е известна най-вече като Хасеки Хюррем Султан (Хюррем – „Смеещата се“). Истинското ѝ име е Александра или Анастасия (Настя) Лисовска. Заради украинския си произход в Европа тя е известна и с името Роксолана.

## Произход и детство
Родена е в градчето Рогатин (по онова време Полша), днешна Украйна, в семейството на православен свещеник. През 1520 г. е пленена от кримски татари и отведена в Истанбул като робиня, но по-късно е избрана за султанския харем.

## Живот със султана
Лисовска бързо успява да привлече вниманието на султана и става обект на завист от страна на съперничките си. Скоро след това затвърждава позициите си на любима наложница и Хасеки султан на султан Сюлейман Великолепни. Ражда на султана пет деца, а скоро след това получава и свободата си. Нарушавайки традициите на империята, за учудване на жителите в двореца и града Сюлейман се жени за нея вероятно през лятото на 1530 г. Това прави Сюлейман първият султан, който официално сключва брак. Този факт повлиява на позициите на Хюррем в двореца и довежда до възкачването на сина ѝ Селим II на трона.
Хюррем се превръща в голяма съперница на първата жена на Сюлейман – Махидевран. Хюррем ражда първия си син Мехмед през 1521 г., последван от още 1 принцеса и 3 принца (сред които и бъдещия султан Селим II), разрушавайки статуса на Махидевран като единствената майка на принц. Съперничеството между двете е частично потискано от Айше Хафса Валиде султан (майката на Сюлейман I), но след смъртта ѝ през 1534 г. в резултат от огромното съперничество между двете се стига до бой, след което Сюлейман изпраща Махидевран в Маниса заедно със сина си Мустафа. След смъртта на Хафса султан, Хюррем е назначена за началник на султанския харем – тя е първата жена назначена начело на харема без да носи титлата Валиде султан.
Сюлейман нарушава и друга традиция като позволява на Хюррем Султан да живее с него до края на живота си. Когато принцовете станат на определени години те биват изпратени да управляват далечни провинции заедно със своите майки и не се връщат никога, освен ако някой от тях не наследи трона. Хюррем не придружава своя първороден син Мехмед, не придружава и никого от другите си синове.
Хюррем е активна съветничка на султана в държавните дела и в международната политика.

## Благотворителност
Хюррем е първата жена, ангажирала се с изграждането на няколко значителни обществени сгради в Мека и Йерусалим, и първата, направила дарение за построяването на джамия в Истанбул. Тя строи още училища, лечебници, болници, бани и обществени кухни за изхранване на бедните.

## Смърт
Хюррем Султан умира на 18 април 1558 г. и е погребана заедно със своя съпруг в тюрбе, намиращо се край Сюлеймановата джамия в Истанбул.

## Галерия
- Портрет на Роксолана от Тициан
- Роксолана и Султана картина на Антон Хикел
- Гробът на Хюрем в Сюлейман Джамия
- Хюрем Хамами (Бани на Хюрем)
- Пощенска марка

1. ↑  islamansiklopedisi.org.tr